# Отпетый мачо (фильм, 2017)
«Отпетый мачо» (англ. Gun Shy) — британский комедийный боевик 2017 года режиссёра Саймона Уэста.
Премьера фильма в США состоялась 8 сентября 2017 года. В России фильм вышел 15 марта 2018 года.

## Сюжет
Известная рок-звезда Генри (Антонио Бандерас) жил в своё собственное удовольствие. Однажды ему приходит в голову отправиться в Чили, чтобы насладиться невероятным времяпровождением. 
Вдруг местные бандиты решают похитить любимую женщину Генри и просят за её возвращение выкуп. Он легко решается отдать деньги и вернуть свою вторую половинку, но беда в том, что о похищении становится известно федералам, а они наотрез отказываются разрешать мужчине платить выкуп.

## В ролях
- Антонио Бандерас — Генри
- Ольга Куриленко — Шейла
- Бен Кура — Хуан Карлос
- Марк Вэлли — Бен Хардинг
- Эшлин Лофтус — Мэри Бет
- Дэвид Митчелл — Джон Хардиггер
- Джереми Свифт — Чарли
- Джесси Джонсон — Дэниел
- Элли Гоффе — Эми Фицсиммонс
- Мартин Дингл Уолл — Клайв Магглтон
- Миланка Брукс — телеведущая
- Анна Франколини — Сандрин
- Эдуардо Паксеко — Пепито
- Кристофер Брэнд — русский бандит
- Фернандо Годой — неизвестно
- Лестер Рэнсом — владелец бара